# Iponchia

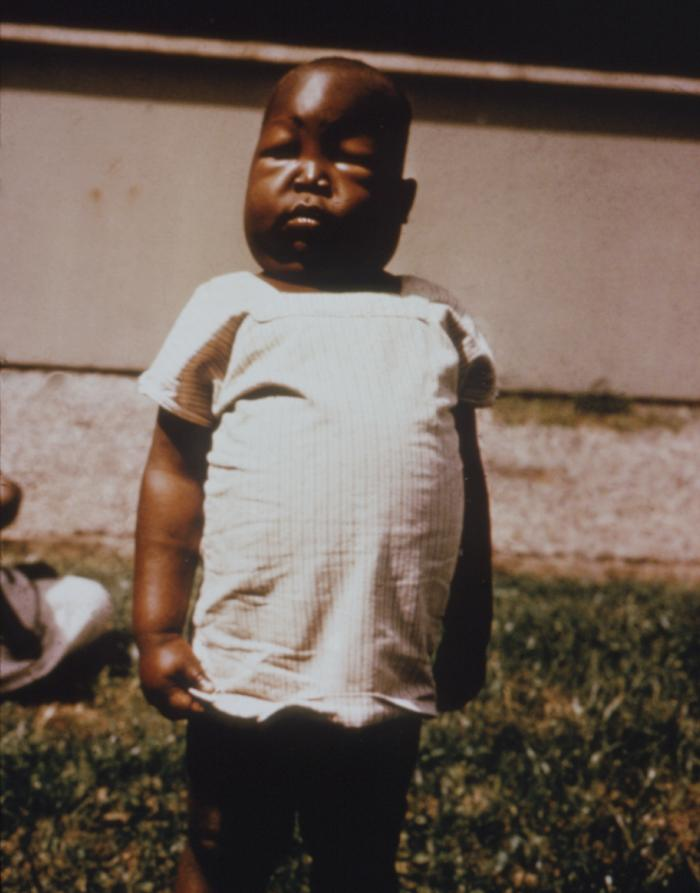
Forte edema sistemico (anasarca) in bambino africano affetto da sindrome nefrosica secondaria a malaria

L'iponchia (pronuncia: iponchìa) è la bassa pressione oncotica del plasma per calo delle proteine plasmatiche e conseguente edema.
ll calo della pressione osmotica esercitata dalle proteine circolanti nel plasma ovvero della pressione oncotica che equivale alla forza di coesione che le proteine esercitano sul liquido plasmatico, che ha pressione media di 20-25 mmHg, e si mantiene in condizioni normali quando la soluzione è in equilibrio chimico mantenendo il volume di acqua tra plasma e spazio interstiziale esterno ai vasi delle cellule uniformemente ripartito, provoca la sindrome dell'iponchia.
L'albumina che è la principale proteina plasmatica, è principale artefice della pressione oncotica; tutte le condizioni che portano alla diminuzione dell'albumina circolante (ipoalbuminemia) determinano l'iponchia che è proprio l'incapacità del plasma di trattenere l'acqua. Quest'ultma si accumula al di fuori dei vasi con conseguente volgimento in stato edematoso di varie localizzazioni corporee quali il pericardio o il polmone interessato da collasso.
Una riduzione della pressione oncotica può quindi derivare da un'insufficiente sintesi dell'albumina causata ad esempio dalle epatiti o dalle diete errate, o da una perdita di essa superiore alla norma, che può essere causata nelle malattie renali glomerulari o intestinali proteino-disperdenti.